# Хосеп Банаплата
Хосеп Банаплата і Каріоль (Барселона, 1795 — Буньолі, 2 червня 1843) — промисловий каталонський підприємець, відомий введенням парового двигуна в Каталонії та Іспанії. Його батька, Рамон Бонаплата і Тереза Каріоль, були виробники текстилю, головним чином, із ситцю, і у нього було три брата, Сальвадор, Рамон і Накріс.

## Молодість і поїздка до Англії
Хосеп Бонаплата працював у сімейній мануфактурі, поки його батько не пішов у відставку і бізнес успадкував його старший брат, Сальвадор. У 1828 році Хосеп і його друг Джоан Вілагера заснували текстильну фабрику в Сален, де були верстати, які мали гідропітаніе від річки Льобрегат. У 1829 році, в спробі модернізувати свій бізнес, йому було дано дозвіл з боку іспанського уряду на ввезення англійського парового двигуна.
Бонаплата їздив у Британію з Джоан рулям і Табором, щоб дізнатися про текстильну промисловість в Ланкаширі й купити необхідну техніку з мануфактури Болтон & Уот в Бірмінгемі. У Лондоні він отримав дозвіл на ввезення парових двигунів від іспанського посла Франциска Cea Бермудес . Бонаплата і Руль повернулися в Каталонію в липні 1830 року, але Лагер залишився в Манчестері, щоб продовжити вивчення механізму.

## Хвороба і смерть
Бонаплата страждав від важких респіраторних захворювань, що вплинуло на його роботу. 30 травня 1843 Бонаплата передав свою волю його душоприказником і почав поїздку, але його легені зруйнувалися в останньому нападу астми 2 червня, коли він проходив повз сусіднього села Буньолі. Йому було 48.
Після нього не залишилося спадкоємців, так що брати були його наступниками . Відомо, що він мав позашлюбну дочку на ім'я Софія, але вона померла при народженні в 1840 році. Цілком імовірно, що Хосеп і мати його дитини, Хесуса Ромеро, були парою.